# Salix bonplandiana
Salix bonplandiana là một loài thực vật có hoa trong họ Liễu. Loài này được Kunth miêu tả khoa học đầu tiên năm 1817.